# Pilea saxicola
Pilea saxicola är en nässelväxtart som beskrevs av Ignatz Urban. Pilea saxicola ingår i släktet pileor, och familjen nässelväxter. Inga underarter finns listade i Catalogue of Life.